# The Daily Tribune
The Daily Tribune est un journal des Philippines fondé en 1999. Il paraît quotidiennement en anglais au grand format.

## Historique
The Daily Tribune est créé en 1999 par un groupe de journalistes du Philippine Post, dont la journaliste Ninez Cacho-Olivares qui assure le rôle d'éditrice et de rédactrice-en-chef.
En février 2006, les locaux du quotidien, qui tient des positions critiques envers la présidence de Gloria Macapagal Arroyo, sont occupés plusieurs jours par la police durant l'état d'urgence de 2006,.

## Tirage
The Daily Tribune est diffusé quotidiennement à environ 130 000 exemplaires en 2012.